# Профессор Богоров (судно)
«Профессор Богоров» — научно-исследовательское судно типа «Валериан Урываев», предназначавшееся для проведения океанологических исследований. Построено в 1976 году на финской верфи «Лайватеоллисуус» в городе Турку. Названо в честь В. Г. Богорова. 
Судно находилось в ведении Дальневосточного отделения Академии наук СССР (1976—1991), а позже Российской академии наук (с 1991 года). Приписано к порту Владивосток.
На судне предусматривалось 11 лабораторий, экипаж составлял 32 человека, экспедиционный состав — 28 человек.
В конце 1990 — начале 2000 годов эксплуатировалось ООО «Аргентум» для пассажирских и грузовых перевозок.